# 植物基因组学国家重点实验室
植物基因组学国家重点实验室由中国科学院主管，中国科学院微生物研究所与中国科学院遗传与发育生物学研究所共建，于2003年经中华人民共和国科技部批准正式成立。位于北京市朝阳区北辰西路中国科学院微生物研究所与中国科学院遗传与发育生物学研究所内。实验室以植物为材料，以新基因的克隆及功能研究为主要研究内容，推动生物技术的进步。现任主任方荣祥院士，学术委员会主任李家洋院士。现包括21个研究小组。

## 实验室历史
- 1990年，中国科学院植物生物技术开放实验室成立。
- 2003年，经科技部批准，升级为植物基因组学国家重点实验室，开始进行建设。
- 2006年，通过科技部组织的现场验收，正式进入国家重点实验室序列运行。

## 课题组
- 方荣祥： 植物和微生物基因表达调控
- 王秀杰:　生物信息学和系统生物学
- 左建儒： 高等植物信号转导
- 朱　祯： 植物遗传工程研究
- 朱立煌： 水稻重要农艺性状基因的功能研究
- 何朝族： 植物－病原微生物的相互作用研究
- 李传友： 茉莉酸信号传导途径的化学遗传学解析
- 李家洋： 高等植物发育调控的分子机理
- 陈明生： 高等植物比较基因组学
- 陈受宜： 乙烯信号转导的分子机制
- 夏桂先： 植物重要农艺性状相关基因的结构和功能研究
- 郭惠珊： 基因沉默机制的研究和剖析植物致病机理
- 曹晓风： 植物表观遗传学
- 储成才： 大规模水稻突变体库的建立筛选和功能基因的克隆
- 程祝宽： 植物分子细胞遗传学
- 谢　旗： 植物胁迫信号传导的分子机制
- 邱金龙： 植物对病原微生物的识别及信号转导